# Agora (film)
Agora (hiszp. Ágora) – hiszpański dramat historyczny z 2009 roku w reżyserii Alejandro Amenábara. W rolach głównych wystąpili Rachel Weisz i Max Minghella. Film zdobył siedem filmowych nagród Goya w 2010 roku, w tym za najlepszy scenariusz oryginalny.

## Fabuła
Film opowiada historię Hypatii, greckiej filozofki i astronomki żyjącej w IV wieku w Aleksandrii, zagranej przez Weisz, oraz Dawosa (Max Minghella), zakochanego w niej niewolnika. Tłem dla filmu jest historia rodzącej się potęgi nowej religii – chrześcijaństwa. Hypatia poświęcona nauce stara się uratować od zapomnienia wiedzę starożytnego świata przed nową religią, podczas gdy Dawos musi dokonać wyboru pomiędzy miłością do Hypatii a szansą na wolność, którą mogłoby mu zapewnić przejście na chrześcijaństwo.

## Obsada
- Rachel Weisz jako Hypatia z Aleksandrii
- Max Minghella jako Dawos (łac. Davus), jej niewolnik
- Oscar Isaac jako prefekt Orestes
- Sammy Samir jako biskup oraz święty Cyryl z Aleksandrii
- Manuel Cauchi jako biskup Teofil z Aleksandrii, wuj Cyryla
- Ashraf Barhom jako Ammoniusz, mnich parabolański
- Michael Lonsdale jako Teon z Aleksandrii, ojciec Hypatii
- Rupert Evans jako Synezjusz
- Homayoun Ershadi jako stary niewolnik Aspazjusz[2]

## Produkcja
Zdjęcia kręcono na Malcie. Przy realizacji filmu pracowali liczni eksperci: z Uniwersytetu Autonomicznego w Madrycie – zajmujący się historią nauki prof. Javier Ordóñez Rodríguez oraz prof. Elisa M. Garrido González – ekspert w dziedzinie historii kobiet w starożytności, filolog klasyczny prof. Carlos García Gual z Uniwersytetu Complutense w Madrycie, dr Antonio Mampaso Recio z Instytutu Astrofizyki na Wyspach Kanaryjskich, a także Justin Pollard – znany brytyjski producent filmów historycznych.

## Premiera
Obraz miał swoją premierę poza konkursem podczas Festiwalu w Cannes w maju 2009 roku, a w Hiszpanii 9 października tego samego roku. W Polsce premiera filmu miała miejsce 12 marca 2010 roku.

## Odbiór

### Kontrowersje
Hiszpańska organizacja katolicka Observatorio Antidifamación Religiosa uznała film za antychrześcijański; według reżysera Agory jego film jest krytyką wszelkiego fanatyzmu religijnego. Zarzuty o uprzedzenia wobec chrześcijaństwa miały być przeszkodą w znalezieniu dystrybutora dla filmu we Włoszech i w USA, w obu tych państwach obraz został jednak zakupiony.
Reżyser filmu odpiera zarzuty, mówiąc, że jego film nie jest atakiem na chrześcijaństwo, ale uniwersalnym obrazem ukazującym mechanizmy bezsensownej przemocy i fanatyzmu religijnego, mogących istnieć w wielu systemach religijnych.

## Zgodność z wiedzą historyczną
Profesor Maria Dzielska, autorka biografii Hypatii, w wywiadzie dla „Tygodnika Powszechnego” wskazała nieścisłość historyczną zawartą w filmie. Za czasów Hypatii Aleksandria była już miastem o bogatej kulturze chrześcijańskiej, a od 380 r. chrześcijaństwo było religią panującą w imperium rzymskim (zob. dekrety cesarzy Gracjana i Teodozjusza I). Był to najstarszy w dziejach chrześcijaństwa ośrodek teologiczny, starszy niż w Rzymie, Antiochii, Konstantynopolu. Tymczasem, zdaniem Dzielskiej, film pokazuje Aleksandrię jako miasto zdecydowanie pogańskie, a chrześcijaństwo jako twór ciemnoty, obłudników, którzy pozyskują biednych, dając im chleb, ale po to, by przy ich pomocy przejąć władzę.

Dyskusje chrystologiczne w tym Kościele lokalnym doprowadziły do zwołania pierwszego soboru powszechnego w Nicei w 325 r. Wszystko to dzieje się, kiedy Hypatii nie ma jeszcze na świecie. Tymczasem oglądając film mamy wrażenie, że chrześcijaństwo nagle i niespodziewanie wdziera się przemocą do tej perły kultury antycznej.

Maria Dzielska pozytywnie natomiast oceniła stronę wizualną filmu, mówiąc, że reżyser: (...) pięknie oddał materialne i architektoniczne realia Aleksandrii w IV i na początku V wieku.
Profesor Adam Łukaszewicz widzi Aleksandrię, założoną 7 kwietnia 331 p.n.e., przede wszystkim jako kulturalną stolicę świata hellenistycznego, będącą w czasach ukazywanych przez film, aktywnym ośrodkiem kultury i religii pogańskiej. Taki charakter tego miasta ukształtował się za panowania Ptolemeusza II. Musejon i Serapejon, liczące kilkaset lat ośrodki wiedzy i kultury pogańskiej, które rozsławiły Aleksandrię w całym świecie grecko-rzymskim, istniały jeszcze za życia Hypatii.
Problematyczne jest także, czy Biblioteka Aleksandryjska została spalona dopiero za życia Hypatii.